# Khoáng sản
Khoáng sản là thành phần tạo khoáng vật của lớp vỏ Trái Đất, mà thành phần hóa học và các tính chất vật lý của chúng cho phép sử dụng chúng có hiệu quả và lợi ích trong lĩnh vực sản xuất ra của cải vật chất của nền kinh tế quốc dân.

## Từ nguyên
Khoáng sản là từ Hán-Việt (chữ Hán giản thể: 矿产, chữ Hán phồn thể: 礦產, 礦産, 鑛產 hay 鑛産, bính âm: kuàng chǎn), trong đó theo Hán-Việt Thiều Chữu thì: 礦 (quáng/khoáng) nghĩa là quặng mỏ và phàm vật gì lấy ở mỏ ra đều gọi là quáng, người Việt quen đọc là khoáng, cũng dùng như 鑛 (khoáng, nghĩa là mỏ, các loài kim chưa thuộc gọi là khoáng) còn 產/産 nghĩa là nơi sinh ra.

## Loại khoáng sản
Theo mục đích và công dụng người ta chia ra thành các dạng khoáng sản sau:
- Khoáng sản năng lượng hay nhiên liệu hóa thạch bao gồm dầu mỏ, đá phiến dầu, than bùn, than...
- Khoáng sản phi kim loại: Bao gồm các dạng vật liệu xây dựng như đá vôi, cát, đất sét...; đá xây dựng như đá hoa cương và các khoáng sản phi kim khác.
- Khoáng sản kim loại hay quặng[2]: Bao gồm các loại quặng kim loại đen, kim loại màu và kim loại quý.
- Nguyên liệu đá màu bao gồm ngọc thạch anh (jasper), rhodolit, đá mã não (agat), onyx, canxedon, charoit, nefrit... và các loại đá quý như kim cương, ngọc lục bảo, hồng ngọc, xa-phia, tourmaline, peridot.
- Thủy khoáng: Bao gồm nước khoáng và nước ngọt ngầm dưới đất.
- Nguyên liệu khoáng-hóa: Bao gồm apatit và các muối khoáng khác như phosphat, barit, borat...

Dựa trên trạng thái vật lý phân ra: 
- Khoáng sản rắn: như quặng kim loại...
- Khoáng sản lỏng: như dầu mỏ, nước khoáng...
- Khoáng sản khí: khí đốt, khí trơ.

## Sự tích tụ khoáng sản
Khoáng sản nằm trong lớp vỏ Trái Đất ở dạng tích tụ với các đặc trưng khác nhau (gân, mạch, cán, bướu, nham cán, vỉa, ổ, sa khoáng...) . Sự tích tụ của khoáng sản tạo ra các mỏ (hay còn gọi là khoáng sàng), còn trong trường hợp chiếm một diện tích lớn thì gọi là các vùng mỏ, bồn hay bể. Người ta cũng phân biệt các loại khoáng sản rắn, lỏng và khí.
Việc khai thác các khoáng sản gọi là khai khoáng. Trong quá trình thăm dò khoáng sản, người ta thường sử dụng các phương pháp như đào giếng, mương, hào, rãnh, các đường xẻ hay tiến hành khoan các lỗ khoan để bắt gặp thân quặng.

## Khu vực chứa khoáng sản
Theo diện tích phổ biến của khoáng sản, người ta chia ra như sau:
- Tỉnh khoáng sản là một phần lớn lớp vỏ Trái Đất, tương quan với nền địa chất, các đới uốn nếp hay đáy đại dương, với các mỏ khoáng sản phân bố trong phạm vi của nó và vốn có của nó. Chẳng hạn, người ta chia ra các tỉnh Kavkaz, tỉnh Ural (Nga)... Đôi khi người ta cũng phân biệt tỉnh kim loại, tỉnh than, tỉnh dầu khí...
- Vùng (đới, bể/bồn) khoáng sản chiếm một phần của tỉnh và được đặc trưng bằng một tập hợp các mỏ khoáng sản xác định về thành phần và nguồn gốc, được xếp vào một và chỉ một nhóm thành phần kiến tạo bậc nhất (nếp lồi ghép, nếp lõm v.v). Các đới khoáng sản có thể là thuần nhất mà cũng có thể là không thuần nhất theo thành phần khoáng sản, kích thước của nó dao động trong các giới hạn rộng. Các bể khoáng sản tạo thành các vùng có sự phổ biến liên tục hay gần như liên tục của các khoáng sản dạng vỉa.
- Khu khoáng sản tạo thành một phần của vùng và thường được đặc trưng bằng sự tập trung cục bộ của các mỏ, và liên quan tới điều này, khu khoáng sản không hiếm khi được gọi là đầu mối khoáng sản.
- Bãi quặng là một nhóm các mỏ đồng nhất về nguồn gốc và thống nhất về cấu trúc địa chất. Bãi khoáng sản cấu thành từ các mỏ, còn các mỏ cấu thành từ các thân quặng.
- Thân quặng hay vỉa quặng là sự tích tụ cục bộ của nguyên liệu khoáng vật thiên nhiên, có thành phần cấu trúc-thạch học xác định hay tổ hợp của các thành phần này.

Vùng, khu, bãi mỏ có thể lộ ra hoàn toàn trên bề mặt đất và được nói tới như là mỏ lộ thiên; nó cũng có thể bị phủ một phần bởi các loại đất đá khác nhau, thuộc về loại mỏ bán kín hoặc có thể bị vùi lấp hoàn toàn thì được xếp vào loại mỏ kín.

## Trữ lượng khoáng sản
Các trữ lượng khoáng sản rắn và hàm lượng của các thành phần hữu ích có trong chúng theo giá trị kinh tế được chia ra thành 2 nhóm chính, theo các kiểm định và tính toán riêng biệt:

#### Các trữ lượng cân đối/ kinh tế/ thương mại. Chúng được phân chia thành
- Các trữ lượng, mà sự khai thác và thu hồi chúng tại thời điểm đánh giá theo các tính toán kinh tế-kỹ thuật là có hiệu quả về mặt kinh tế, trong điều kiện cạnh tranh thị trường trong việc sử dụng các kỹ thuật và công nghệ khai thác và chế biến nguyên liệu, đảm bảo tuân thủ các yêu cầu về sử dụng hợp lý lòng đất và bảo vệ môi trường trong và sau quá trình khai thác, chế biến khoáng sản.
- Các trữ lượng, mà sự khai thác hay thu hồi chúng tại thời điểm đánh giá theo các tính toán kinh tế - kỹ thuật không đảm bảo tính hiệu quả có thể thực hiện được về mặt kinh tế-thương mại trong việc khai thác - chế biến chúng trong điều kiện cạnh tranh thị trường do các chỉ số kinh tế - kỹ thuật thấp, nhưng sự khai thác nó trở thành có thể về mặt kinh tế-thương mại khi có những sự hỗ trợ đặc biệt từ phía nhà nước đối với các pháp nhân khai thác khoáng sản dưới các dạng như ưu đãi thuế, trợ cấp, trợ giá,.. (trữ lượng kinh tế / thương mại có giới hạn).

#### Trữ lượng không cân đối (kinh tế tiềm năng/ phi kinh tế). Chúng chia ra thành
- Các trữ lượng, đảm bảo các yêu cầu được đề ra đối với các trữ lượng cân đối, nhưng việc sử dụng chúng tại thời điểm đánh giá là không thể, theo các điều kiện và tình trạng của kỹ thuật khai mỏ, các yêu cầu của luật pháp, các yêu cầu sinh thái - môi trường và / hoặc các điều kiện khác;
- Các trữ lượng, mà việc khai thác hay thu hồi chúng tại thời điểm đánh giá là không hợp lý về mặt kinh tế do hàm lượng thành phần khoáng sản thấp, bề dày thân quặng mỏng hay sự phức tạp chuyên môn đặc biệt trong các điều kiện khai thác và / hoặc chế biến nó, nhưng việc sử dụng nó trong tương lai gần có thể trở thành hiệu quả về mặt kinh tế - thương mại do sự gia tăng giá cả của khoáng sản trên thị trường hay do các tiến bộ khoa học-kỹ thuật đảm bảo cho việc giảm giá thành sản xuất của khoáng sản đó.

Các trữ lượng không cân đối được kiểm định và tính toán trong trường hợp, nếu các tính toán kinh tế - kỹ thuật đưa ra khả năng hoặc là bảo tồn nó trong lòng đất để khai thác sau này; hoặc chỉ ra sự hợp lý của việc vừa khai thác hiện tại vừa lưu giữ và bảo tồn để sử dụng trong tương lai.
Trong tính toán các trữ lượng không cân đối người ta chia chúng ra thành các tiểu thể loại, phụ thuộc vào nguyên nhân làm chúng trở thành không cân đối (kinh tế, kỹ thuật, kỹ thuật khai mỏ, sinh thái, môi trường...).
Đánh giá tính chất cân đối của các trữ lượng khoáng sản được thực hiện trên cơ sở các luận chứng kinh tế-kỹ thuật chuyên môn, được thẩm định bởi các chuyên gia trong các lĩnh vực khác nhau. Trong các luận chứng này cần phải dự kiến trước các phương pháp khai thác mỏ có hiệu quả nhất, đánh giá về mặt giá thành và đề xuất các tham số tiêu chuẩn, đảm bảo việc sử dụng đầy đủ và tổng hợp nhất đối với các trữ lượng, với sự tính toán tới các yêu cầu của luật pháp trong lĩnh vực bảo vệ và phục hồi môi trường-sinh thái trong và sau khi khai thác.